# Carrizal (Soto y Amío)
Carrizal es una localidad del municipio leonés de Soto y Amío, en la Comunidad Autónoma de Castilla y León. 

## Localidades limítrofes
Confina con las siguientes localidades:
- Al norte con Villaceid.
- Al este con Camposalinas.
- Al sureste con Irián.
- Al suroeste con Paladín.
- Al noroeste con Trascastro de Luna y La Velilla.

## Demografía
Evolución de la población
| Gráfica de evolución demográfica de Carrizal entre 2000 y 2017     |
|                                                                    |
| Población de derecho (2000-2017) según el padrón municipal del INE |

## Historia
Así se describe a Carrizal en el tomo V del Diccionario geográfico-estadístico-histórico de España y sus posesiones de Ultramar, obra impulsada por Pascual Madoz a mediados del siglo XIX:

Lugar en la provincia de León, partido judicial de Murias de Paredes, diócesis de Oviedo, audiencia territorial y capitanía general de Valladolid, ayuntamiento de Soto y Amío. Situado en la falda de una colina, que se extiende desde Trascastro a Canales; su clima es sano. Tiene iglesia parroquial (San Salvador), servida por un cura de ingreso, y patronato laical. Confina N la indicada cordillera; E Camposalinas; S Irián, y O el río Omaña. El terreno es bastante fértil. Los caminos locales. Producciones: granos, lino, legumbres, maderas de chopo, álamo negro y roble; cría ganado vacuno, lanar y cabrío. Población, riqueza y contribución: (V. el artículo de ayuntamiento).
Diccionario geográfico-estadístico-histórico de España y sus posesiones de Ultramar